# I Santo California

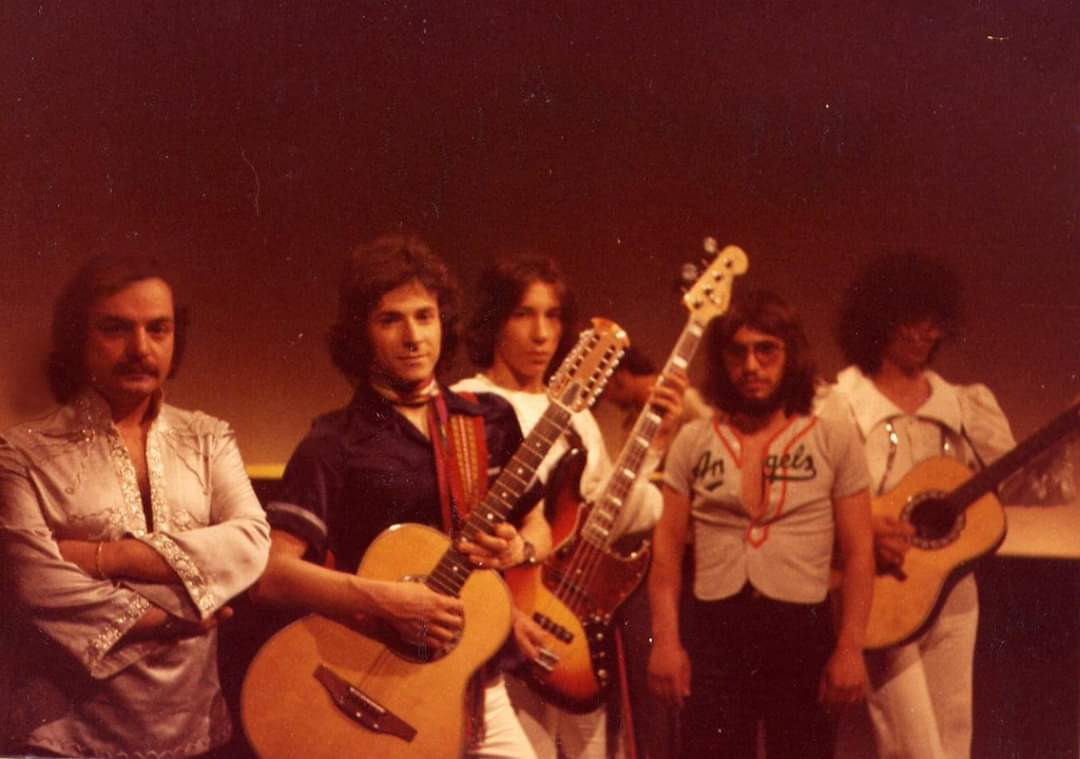

I Santo California sono un complesso musicale italiano fondato nel 1974.

## Storia del gruppo
Il complesso nella sua prima formazione comprendeva cinque giovani musicisti campani, originari di Nocera Inferiore e Angri: Pietro Barbella, Donato Farina, Domenico Aiello, Gianni Galizia, Massimo Caso, che hanno battezzato il loro sodalizio artistico col nome di La Nuova Frontiera. Come prassi vuole la band esordisce suonando nei locali, nelle feste di piazza e, in estate, negli stabilimenti balneari della costiera amalfitana.
Nel 1974 "La Nuova Frontiera" si esibisce sul palco della festa patronale di Nocera Inferiore in onore di San Prisco, in anteprima rispetto alla cantante Iva Zanicchi; in questa occasione la band viene notata da Elio Palumbo, discografico romano, che convoca i componenti del complesso a Roma, presso la casa discografica Yep. In questa sede i cinque musicisti sottoscrivono un contratto e cambiano il nome della band assumendo quello di "I Santo California". Questa formazione esordisce discograficamente nel 1974 con il primo disco a 45 giri intitolato Tornerò (musica di Ignazio Polizzy Carbonelli, Claudio Natili, Marcello Ramoino; testo di Elio Palumbo), brano divenuto grande successo internazionale, disco d'oro per aver venduto oltre un milione di copie in Italia (ottavo singolo più venduto del 1975), lanciato dalla trasmissione televisiva Alle sette della sera condotta da Christian De Sica.
Con questa canzone il complesso si impone come uno dei capisaldi di quel filone pseudo romantico della musica melodica degli anni settanta.
Il brano Tornerò è tradotto in diverse lingue e offre alla band una ottima opportunità all'estero, dove riceve un notevole apprezzamento anche per tutta la produzione seguente. Rifatto in lingua francese con il titolo di Apprends moi da Mireille Mathieu nel 1975, ne esiste anche una versione di Amanda Lear con il titolo I'll miss you del 1995, inserita nell'album Alter ego, testo di Amanda Lear ed Helmuth Schmidt.
Nel 1977 la band partecipa al Festival di Sanremo con il brano Monica (musica di Giacomo Simonelli e Paolo Pinna; testo di Elio Palumbo), che si piazza al terzo posto della classifica finale.
Il complesso dei Santo California, tuttora in attività, negli anni a venire ha ottenuto riscontri discografici con la pubblicazione di brani di prima edizione fino alla prima metà degli anni ottanta; in seguito, sebbene con alcuni cambi e riassetti della formazione, ha trovato spazio soprattutto con antologie della produzione originale o con proposte di brani rieditati con nuovi arrangiamenti.
Nel 1994 la band ha pubblicato 1994 Per Un Mondo Migliore, un concept-album in cui il consueto stile pop della band era impreziosito da testi impegnati, dedicati alla spiritualità e alla dimensione interiore dell'umanità.
Una versione in lingua tedesca 1000 Träume weit, ha avuto nei paesi germanofoni un revival nel 2009/2010 con le cantanti Antonia aus Tirol e Anna-Maria Zimmermann.
Nel 2013, il gruppo partecipa vocalmente alla canzone Radio Amore Song, composta dal cantautore Gianfranco Caliendo (ex frontman, voce solista, chitarrista e autore de Il Giardino dei Semplici) su testo della cantante Flora Contento, per celebrare la storia dell'omonima emittente campana di successo. All'incisione, partecipano anche altri nomi importanti della scena delle bands italiane: Gianfranco Caliendo, i Camaleonti, Daniel Sentacruz Ensemble, gli Homo Sapiens, i Romans.
Nel 2015, Checco Zalone inserisce la loro canzone Tornerò nel suo film Quo vado?.
Nel 2022 il brano Tornerò viene inserito nell'ultima scena dell'ultimo episodio (prima stagione) della serie The Bad Guy.

## Formazione

### Formazione attuale
- Pietro Paolo Barbella - tastiera e voce dal 1975
- Donato Farina - batteria dal 1975
- Domenico "Mimmo" Aiello - basso dal 1975
- Ninni Gibboni - chitarre

### Ex componenti
- Massimo Caso - chitarra fino al 1979
- Gianni Galizia - tastiera fino al 1990

## Discografia

### Album in studio
- 1974 - Se davvero mi vuoi bene... Tornerò (Yep, 00446)
- 1975 - Un angelo (Yep, 004410)
- 1976 - Hits in the world (Yep, 004414)
- 1976 - Die großen erfolge - I grandi successi - Les grands succes (Ariola, 27 929 OT)
- 1976 - Tornerò (Cordis, LPCS-4022)
- 1977 - Greatest Hits (Star, S 9007)
- 1977 - The Best of I Santo California (Philips, 6325 901)
- 1978 - Il meglio de I Santo California (Yep Record, IT-03)
- 1978 - Gabbiano (Pick, 308,0060)
- 1979 - Venus serenade (Yep, 004419)
- 1980 - Ti perdono amore mio (Yep, 004427)
- 1980 - I successi dei Santo California (Mia Records)
- 1988 - Il meglio de I Santo California (Bebas Record, SMC 127)
- 1990 - Il meglio de I Santo California (Duck Record, DKCD 128)
- 1991 - Tornerò (Discomagic, LP 553)
- 1991 - Caro compagno Joe (European Stardisc, NSAN 400)
- 1992 - Dolce amore mio (Replay Music, RMCD 4040)
- 1992 - Tornerò - The Very Best (Butterfly, BF 410-2)
- 1993 - Tornerò - The Very Best (Arcade, 88 001 34)
- 1994 - Venezia (Pickwick, PWG 94006)
- 1994 - 1994 Per un mondo migliore (PBR Record)
- 1996 - Tornerò - The Best (ZYX Music, ZYX 10042-2)
- 1996 - Tornerò (SM SuperMusic, MOCD 6052)
- 2002 - Tornerò (Pastels, 220300-308)
- 2002 - The World Of I Santo California (ZYX Music, ZYX 11249-2)
- 2003 - Il meglio (MBO, MBO 300345 7)

### Singoli
- 1974 - Tornerò/Se davvero mi vuoi bene (Yep, YEP 00663)
- 1975 - Un angelo/Torna a settembre (Yep, YEP 00669)
- 1976 - Dolce amore mio/Lei dorme già (Yep, YEP 00675)
- 1976 - Ave Maria...no!no!/I tuoi occhi sorridenti (Yep, YEP 00679)
- 1977 - Monica/Soli io e te (Yep, YEP 00683)
- 1977 - Fenesta vascia/Un prato per noi due (Yep, 00664)
- 1977 - Gabbiano/Io qualche anno in più (Yep, 00690)
- 1978 - Manuela, amore!/Piange (Yep, 00700)
- 1979 - Venezia/Venus serenade (Yep, 00712)
- 1979 - Butterfly 2000/Il giorno più bello (Yep, 00719)
- 1980 - Ti perdono amore mio/Il giorno più bello (Yep, 00736)
- 1982 - Amore fragile/Ciao e non addio (Yep, 5390 748)
- 1982 - Questa melodia/Non sei tu (Durium, DE 3221)
- 1983 - Lassù/Dove sei (Yep, 5390 761)
- 1984 - Maledetto cuore/Per te (Yep, ZBYE 7352)

Singoli pubblicati fuori dall'Italia
- 1976 - Ave Maria...no!no!/I tuoi occhi sorridenti (Philips, 6061 958; pubblicato in Francia)
- 1976 - Volvere/Si de verdad me quieres (Gamma, G-1600; pubblicato in Messico)
- 1981 - Esperandote/Con ella (Telefunken, MO 2086; pubblicato in Spagna)